# Cortinarius salor
Cortinarius salor (Elias Magnus Fries, 1838) din încrengătura Basidiomycota în familia Cortinariaceae și de genul Cortinarius, este o  ciupercă comestibilă destul de rară care coabitează, fiind un  simbiont micoriza (formează micorize pe rădăcinile arborilor). Un nume popular nu este cunoscut. Buretele trăiește în România, Basarabia și Bucovina de Nord în grupuri mici pe terenuri calcaroase prin locuri ierboase și erbacee în păduri de foioase și  mixte, preponderent sub fagi, dar ocazional și pe lângă mesteceni, stejari, brazi sau molizi. Apare de la câmpie la munte din (iulie) august până în octombrie ( noiembrie).

## Taxonomie

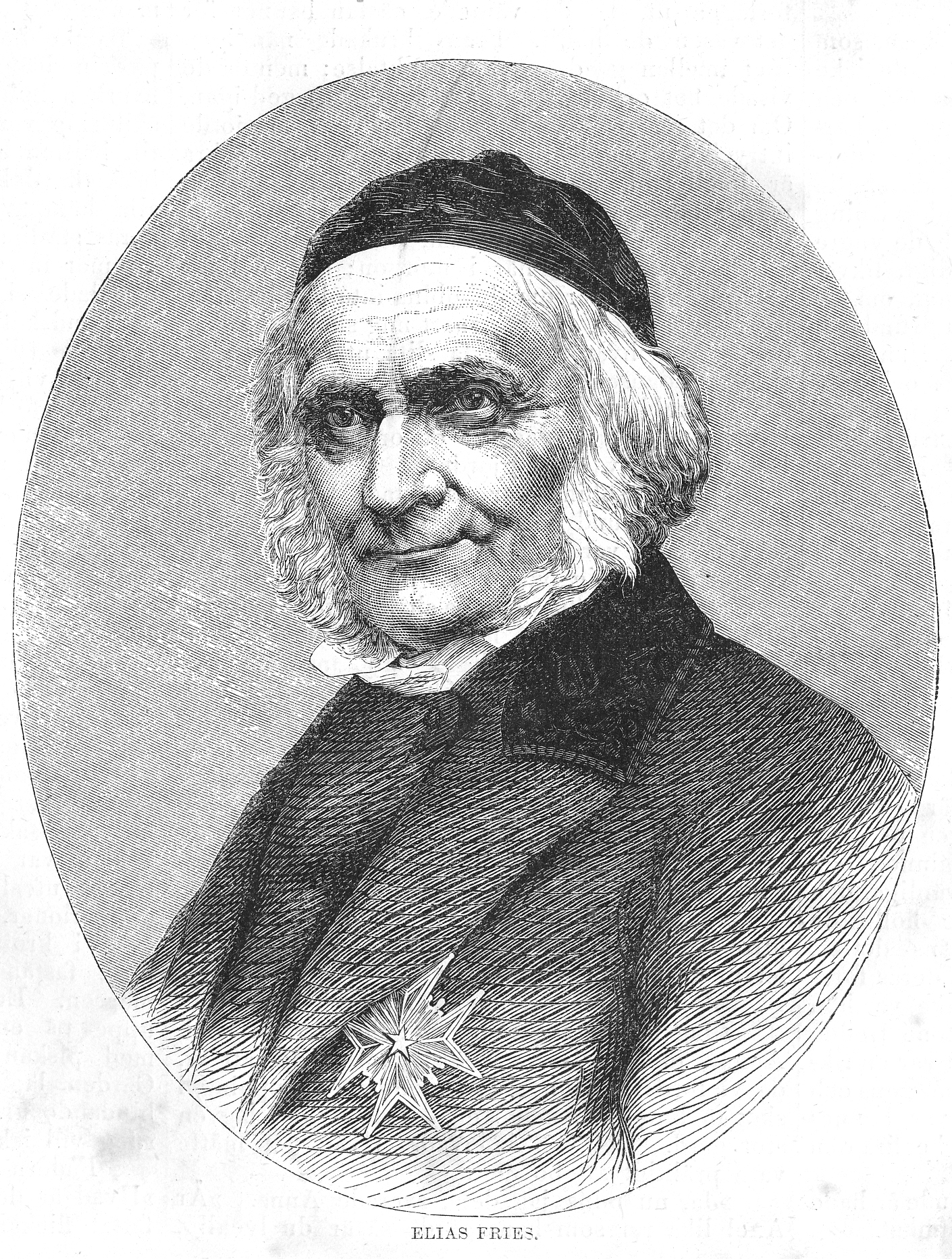
E. Fries

Numele binomial a fost determinat sub numele și curent valabil (2021) de marele savant suedez Elias Magnus Fries, de verificat în cartea sa Epicrisis systematis mycologici, seu synopsis hymenomycetum din 1838.
Denumirea Gomphos salor a lui Otto Kuntze din 1891, bazând pe descrierea lui Fries și variația a micologului francez  Jacques Melot din 1985 sunt acceptate drept sinonime.
Alte încercări de redenumire nu sunt cunoscute.
Epitetul specific este derivat din cuvântul latin (latină salor=de culoarea mării), datorită aspectului cuticulei.

## Descriere

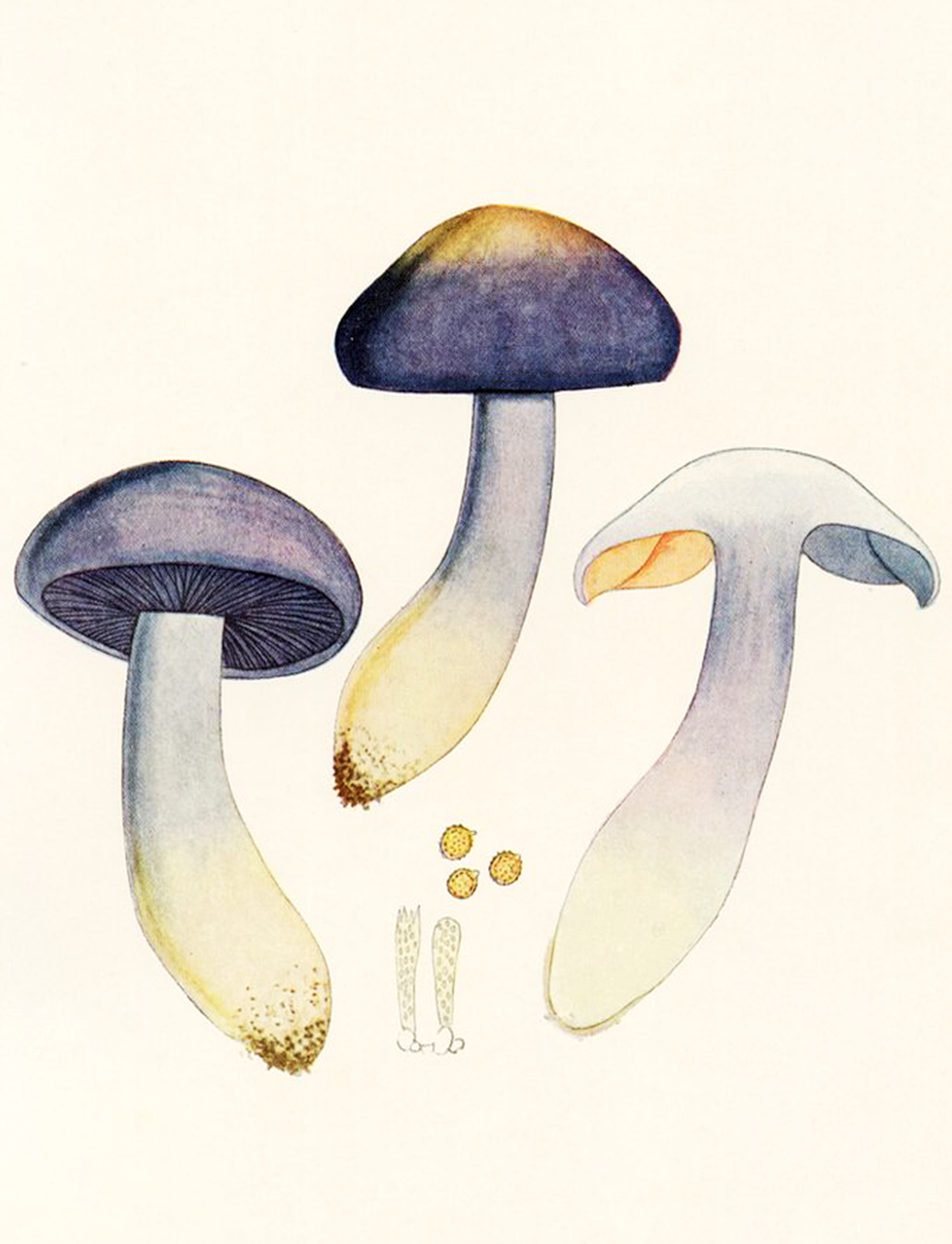
Bres.: Cortinarius salor

- Pălăria: cărnoasă are un diametru între 4 și 10 cm, este la început boltită emisferic cu marginile răsucite înspre interior, dar devine în  scurt timp convexă și apoi plată, nu rar cu un gurgui turtit central. Cuticula este netedă și unsuroasă până tare mucoasă. Coloritul, pentru mult timp viu albastru-violet, pălește cu avansarea în vârstă, căpătând și pete ocru-gălbuie, ocru-brune sau ocru-măslinii, mai ales spre vârf.
- Lamelele: sunt destul de subțiri și aglomerate, puțin bombate, intercalate și bifurcate precum aderate la picior, fiind învăluite la început de o cortină albastru-liliacee, rest al vălului parțial care se ține pentru o anumită perioadă, devenind atunci gri-măsliniu cu nuanțe gălbuie. Coloritul, mai întâi albastru-violet, se schimbă cu avansarea în vârstă, devenind gri-brun, la bătrânețe ruginiu.
- Piciorul: de 5-12 cm lungime și de 1-1,5 cm lățime este solid, mai mult sau mai puțin cilindric cu baza în formă de măciucă de până la 3 cm grosime și plin pe dinăuntru. Suprafața netedă este lipicioasă și lucioasă, în partea de jos adesea chiar mucoasă. Coloritul este albicios până slab violet-albăstrui. Nu are un inel veritabil, dar poartă un cordon subțire ocru-brun, rest al vălului parțial.
- Carnea: compactă este albicioasă, în tinerețe direct sub cuticulă albastră, mai târziu slab gri-brună cu nuanțe puternic albăstruie în picior. Se decolorează adesea de abia după tăiere. Mirosul este neremarcabil și gustul blând.
- Caracteristici microscopice: are spori ocru-gălbui, rotunzi, verucoși, cu un apicol și un diametru de 7-9 microni. Pulberea lor este ruginie. Basidiile clavate cu 4 sterigme fiecare măsoară 30-35 x 7-10 microni. Cistidele (elemente sterile situate în stratul himenal sau printre celulele din pielița pălăriei și a piciorului, probabil cu rol de excreție) de aceiași dimensiune au forma de măciucă cu vârfuri rotunjite. Cleme sunt prezente.[10]
- Reacții chimice: carnea se decolorează cu fenol brun.[11]

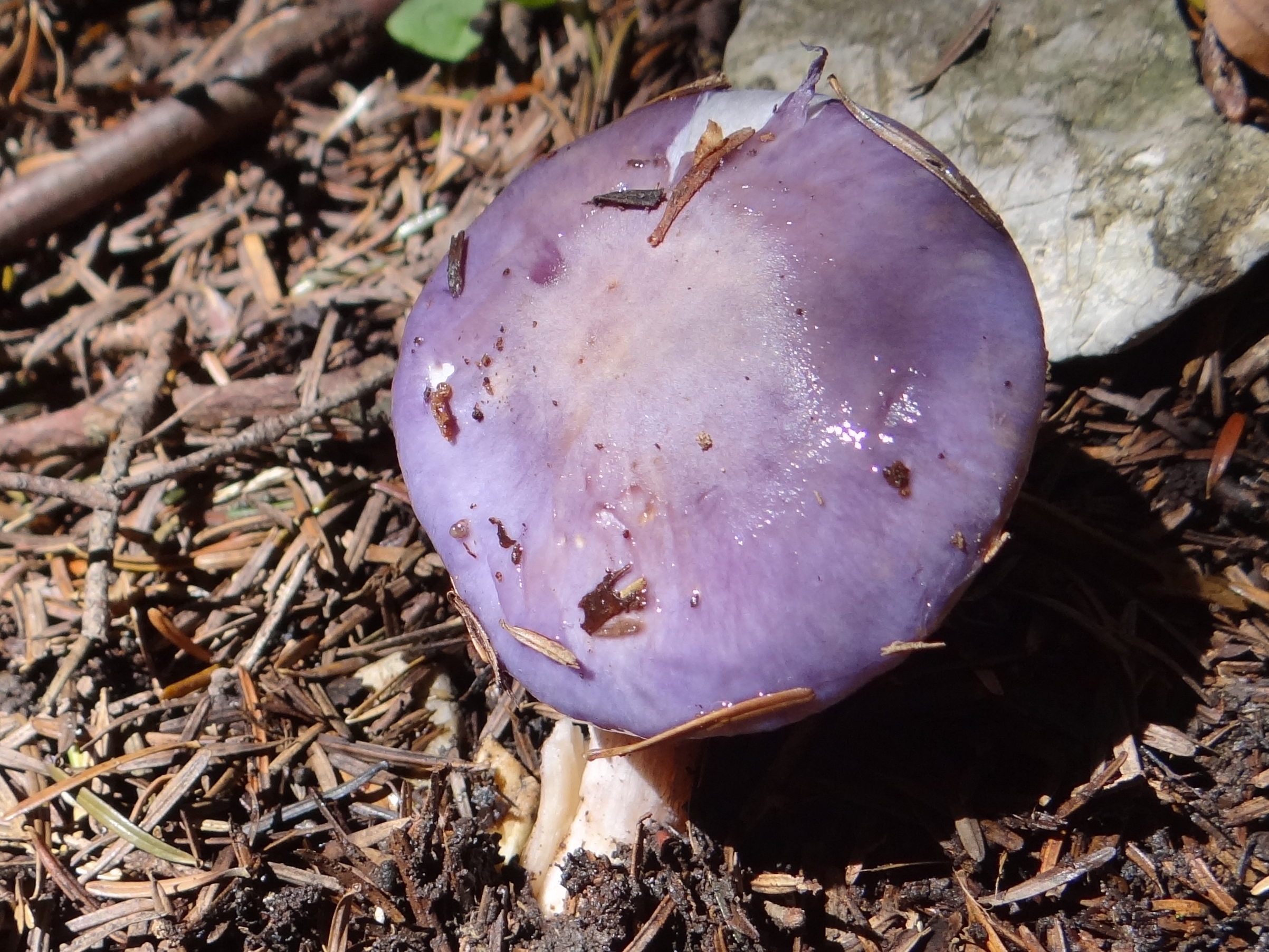
C. salor, pălărie
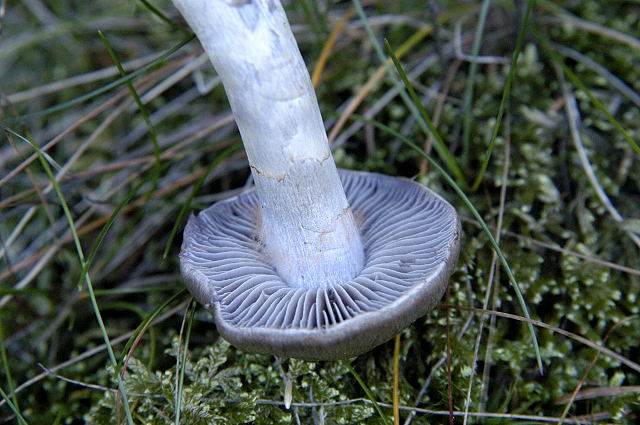
C. salor mai tânăr: lamele și picior
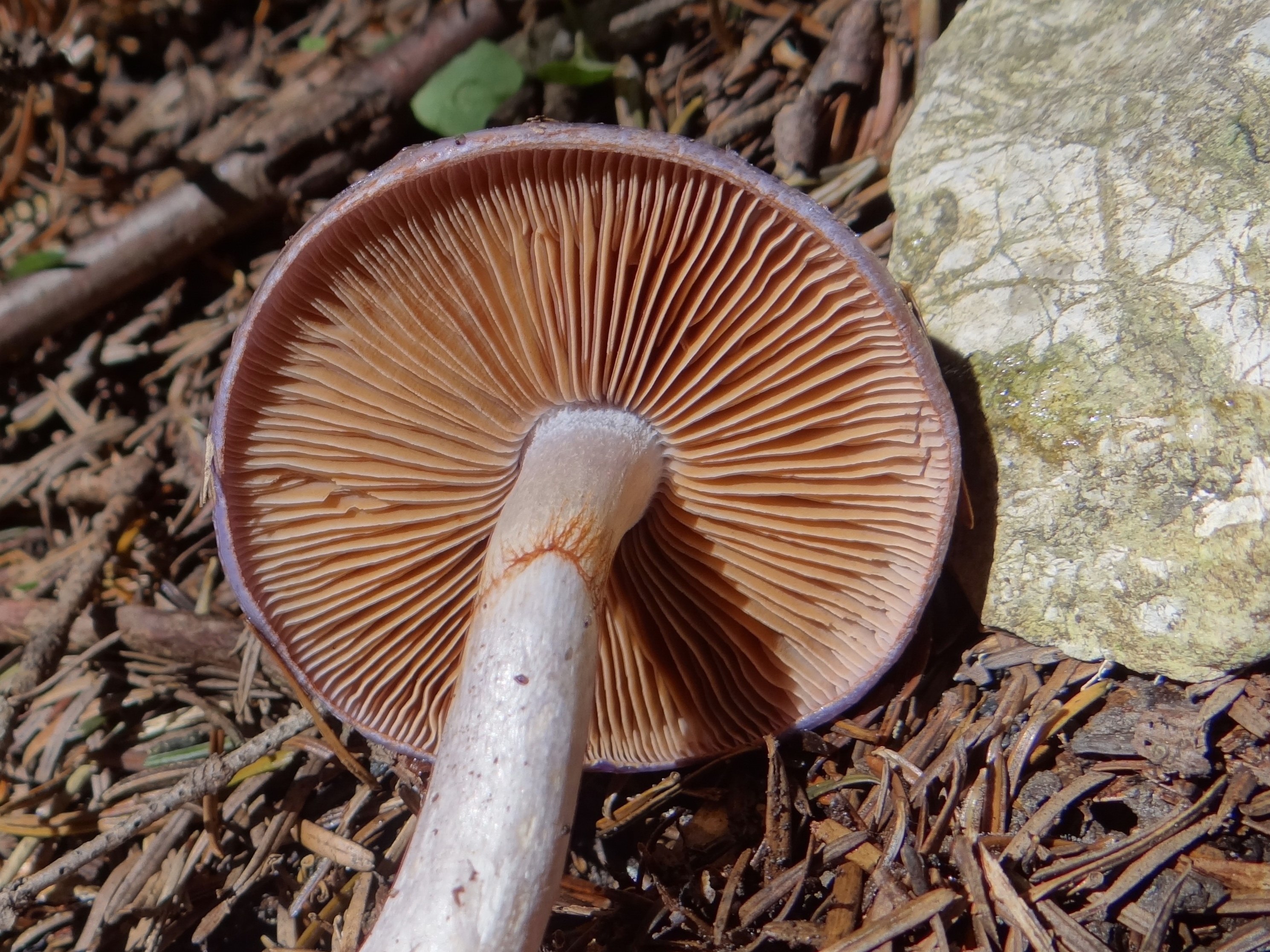
C. salor mai bătrân: lamele și picior
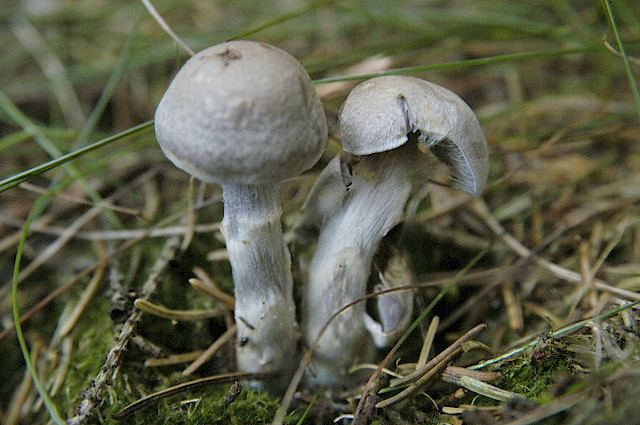
C. salor tineri
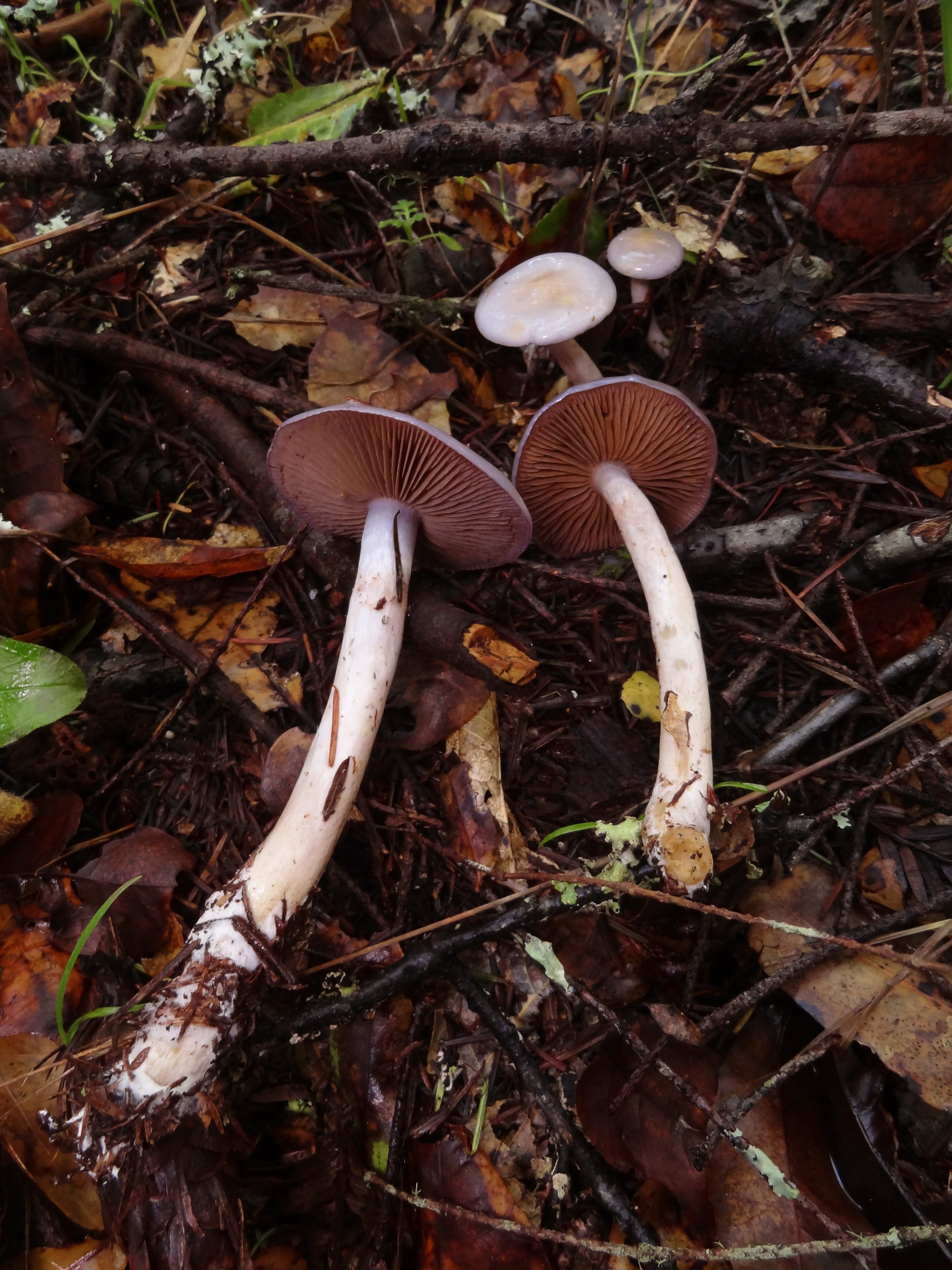
C. salor mai în vârstă

## Confuzii
Cortinarius salor poate fi confundat de exemplu cu: Clitocybe nebularis, (limitat comestibilă) Cortinarius alboviolaceus (necomestibil, în tinerețe cu lamele gri-violete, miros și gust de cartofi cruzi), Cortinarius caerulescens (necomestibil), Cortinarius camphoratus (necomestibil), Cortinarius cumatilis (comestibil), Cortinarius cyanites (necomestibil, în tinerețe cu lamele albastru-violete, la bătrânețe brun-violete, miros dulcișor și gust amar), Cortinarius epipoleus (necomestibil ), Cortinarius evernius (necomestibil), Cortinarius delibutus (comestibil),  Cortinarius glaucopus (comestibil), Cortinarius iodes (comestibil, cu cuticulă mucoasă, în tinerețe cu lamele violete, carnea fiind albă, miros și gust neostentativ), Cortinarius purpurascens (comestibil), Cortinarius stillatitius (comestibil), Cortinarius traganus (otrăvitor), Cortinarius violaceus (comestibil, pălăria, lamelele și carnea albastru-violet, miros de lemn de cedru și gust plăcut), respectiv Lepista glaucocana (comestibilă, cuticulă gri-albăstruie, lamele gri-violete sau roze, miros pământos), Lepista nuda (comestibilă, cu cuticulă brun-violetă, picior violet-cenușiu, carne roz-violacee; miros parfumat ca de viorele și gust destul de plăcut) Lepista personata (comestibilă, pălărie pal gri-maronie, lamele albuie până gri-albăstruie, miros plăcut), sau cu Lepista sordida (comestibilă, mai mică și de colorit mai deschis, miros tare aromatic, ceva de pământ, câteodată de cianură).

## Specii asemănătoare în imagini

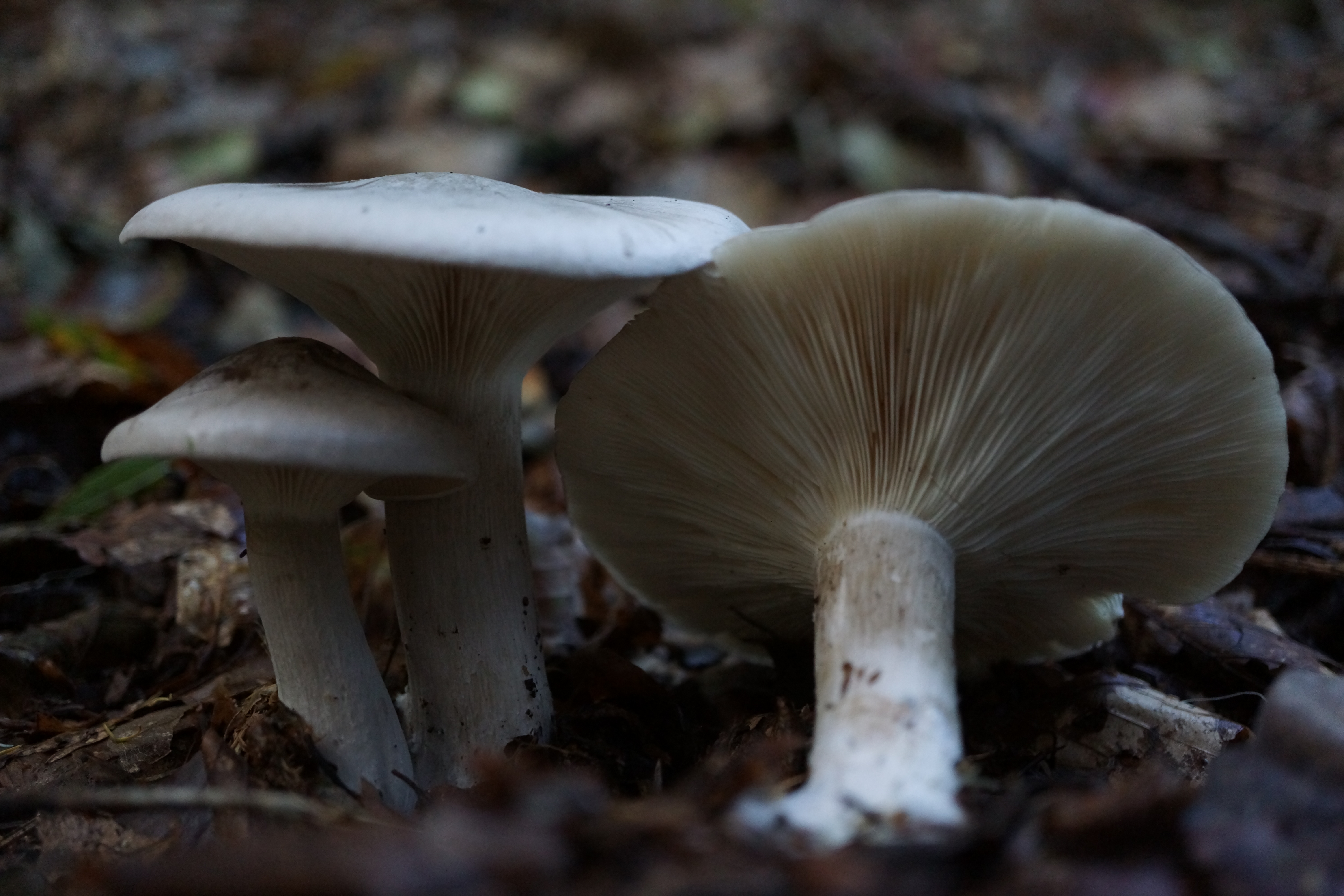
Clitocybe nebularis
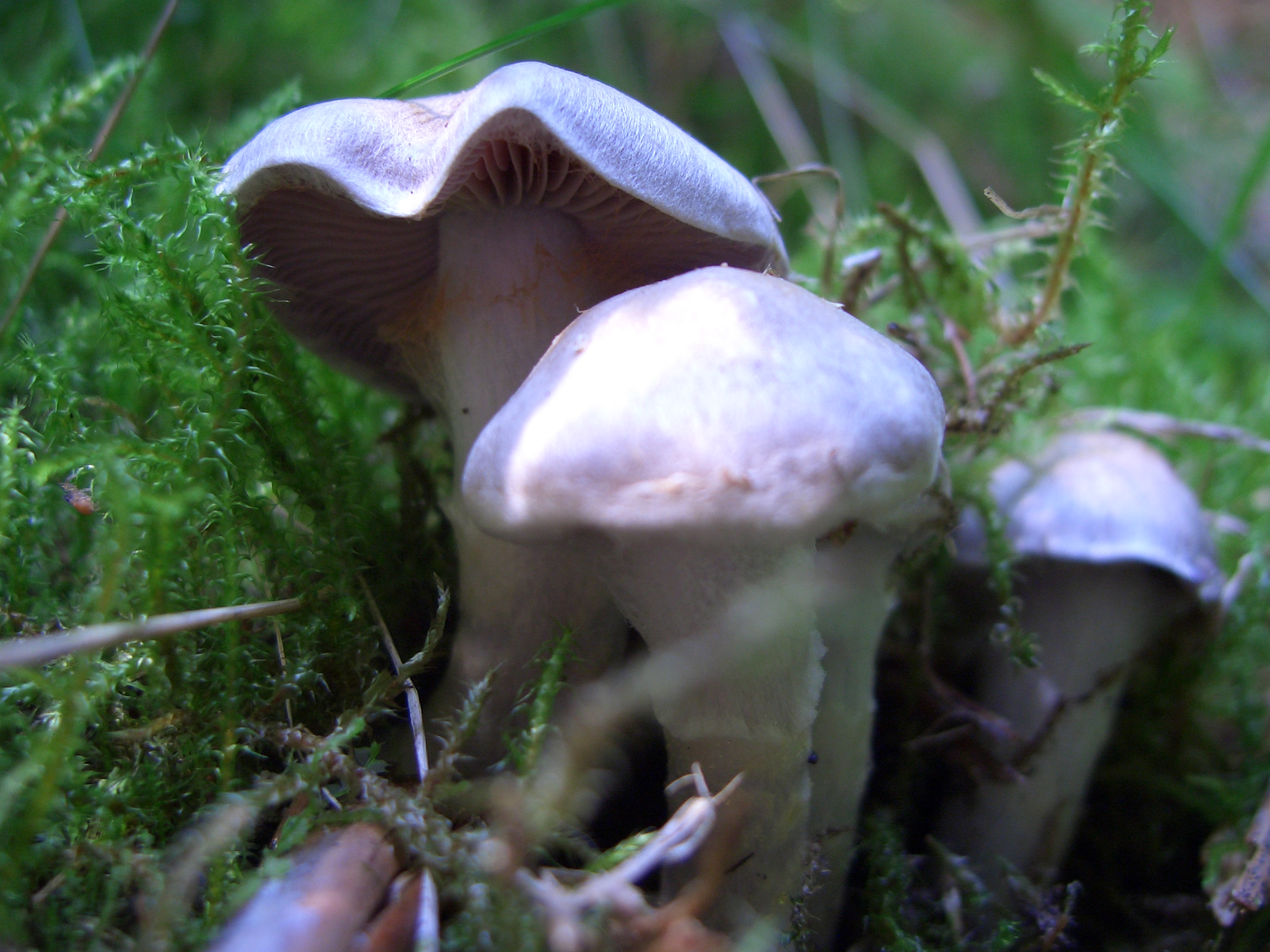
!Cortinarius-alboviolaceus!
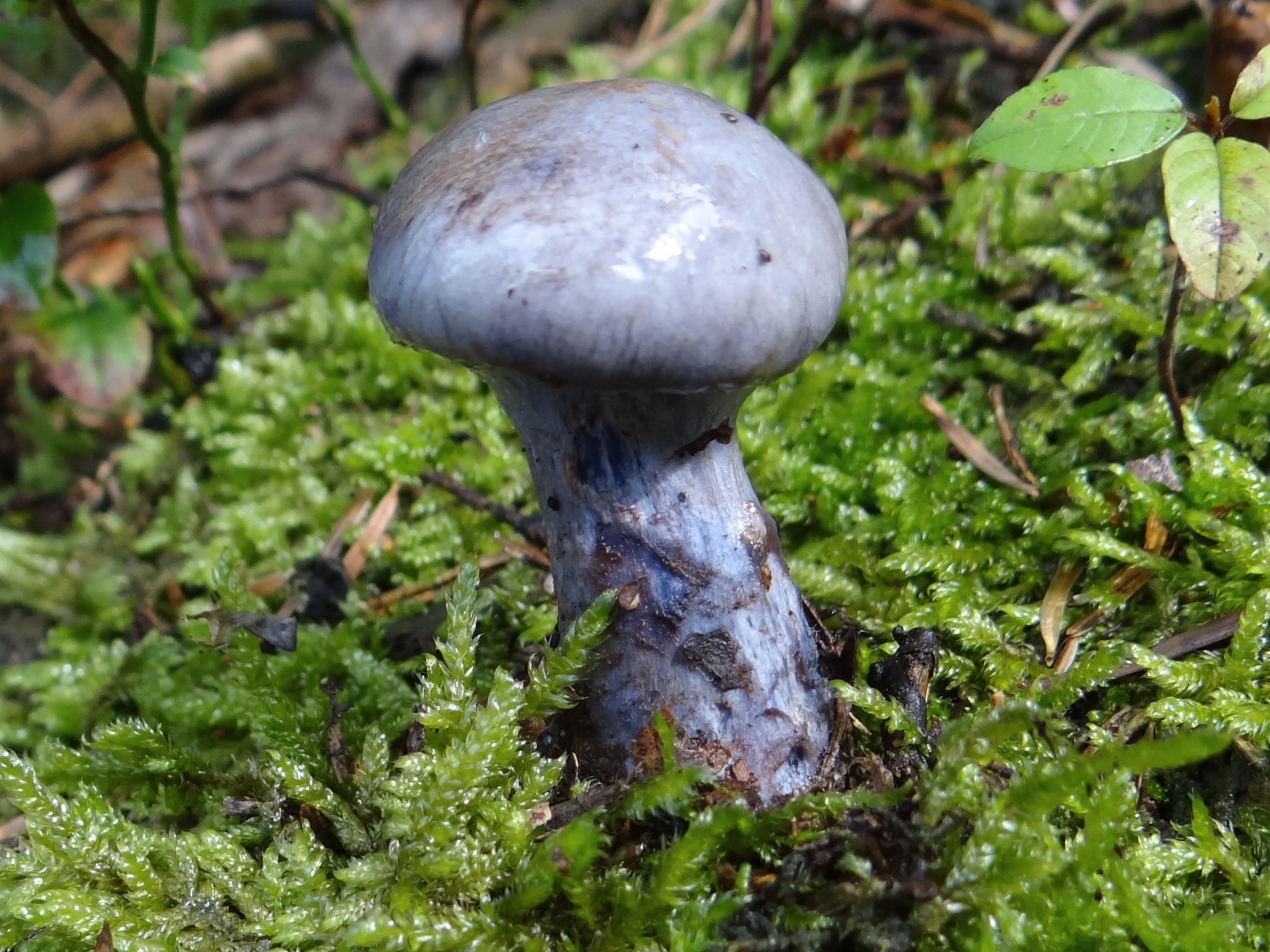
!Cortinarius caerulescens!
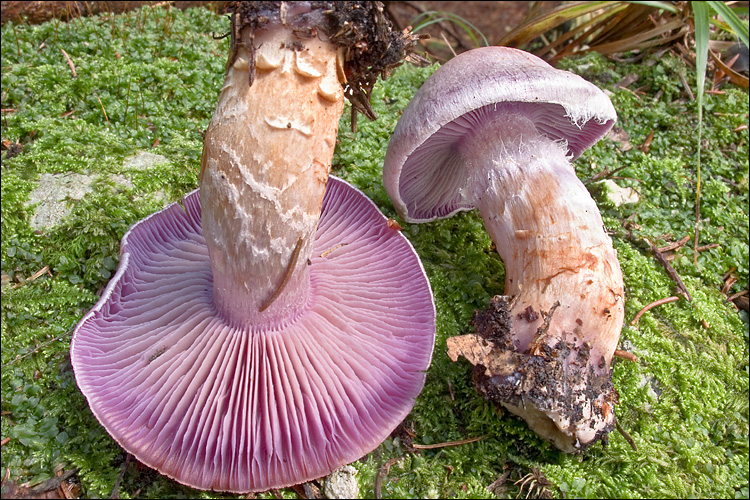
!Cortinarius camphoratus!
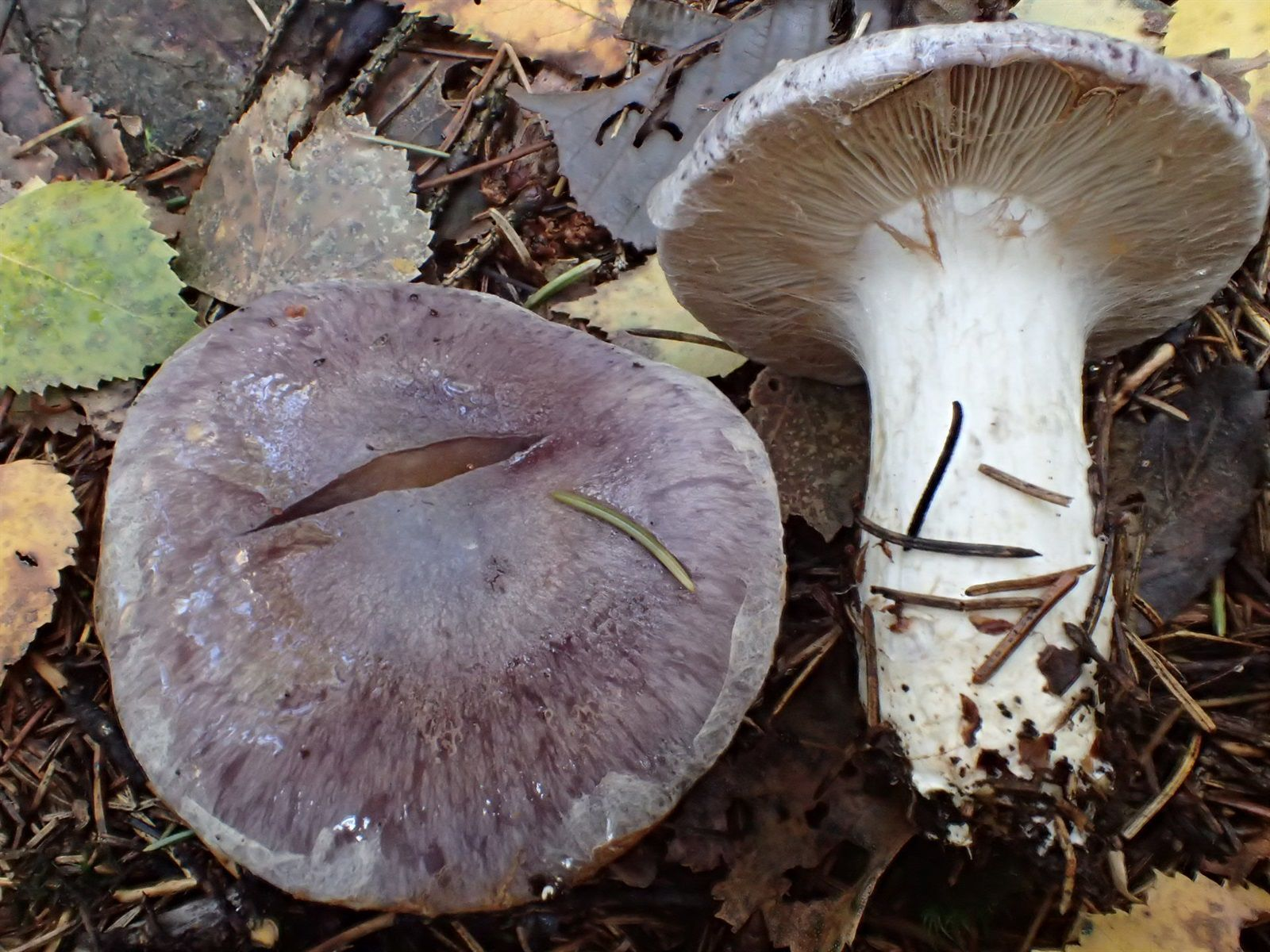
Cortinarius cumatilis
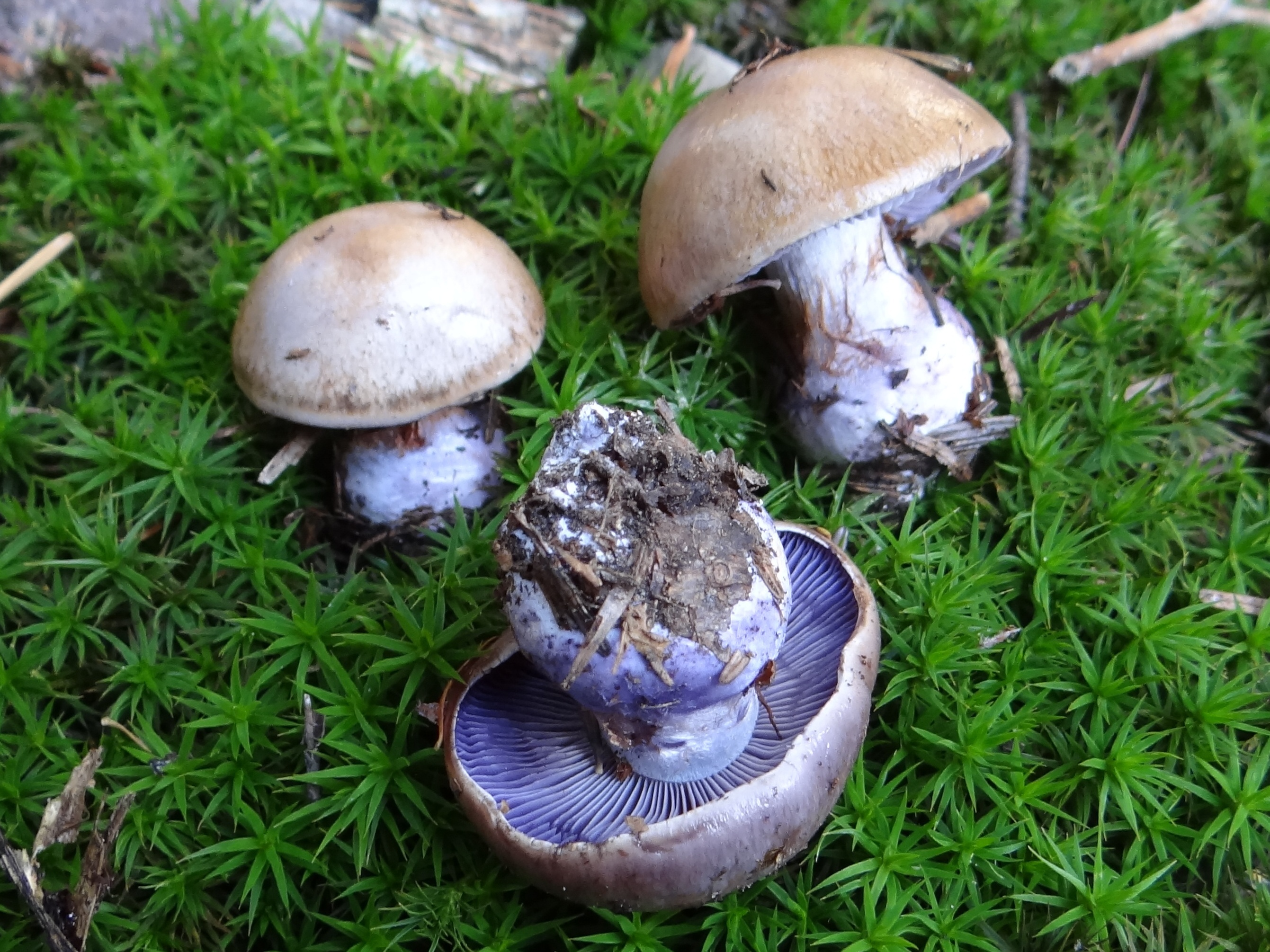
!Cortinarius cyanites!
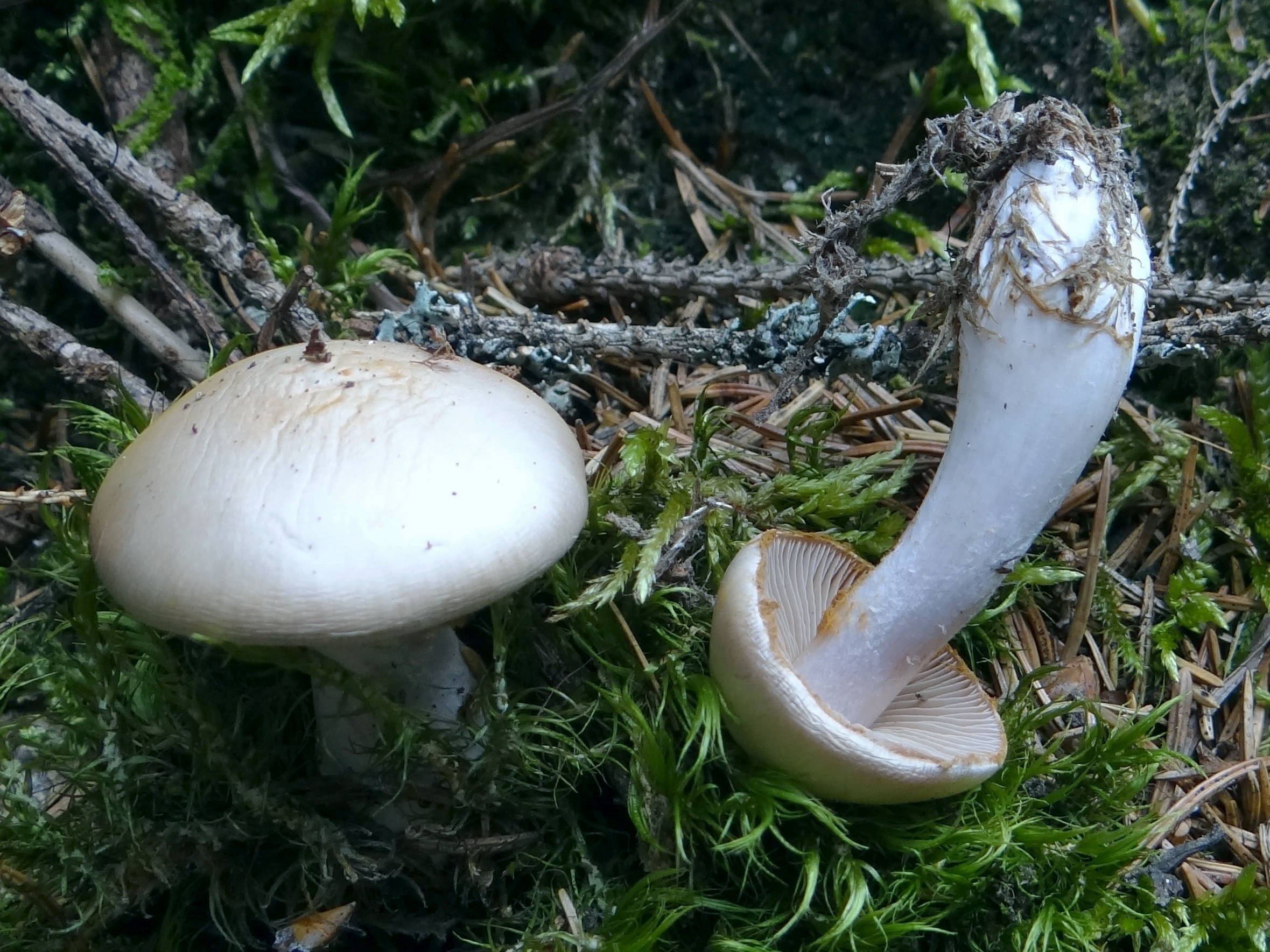
Cortinarius delibutus
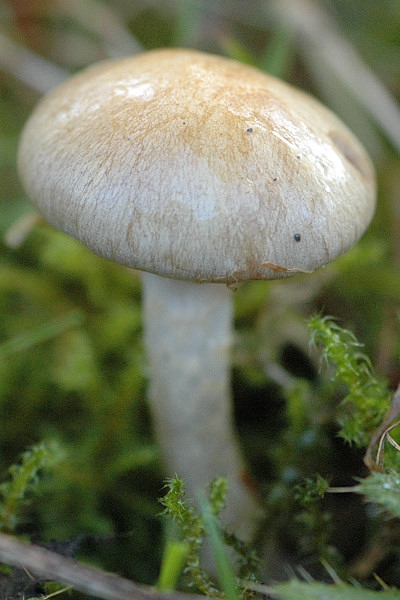
Cortinarius epipoleus
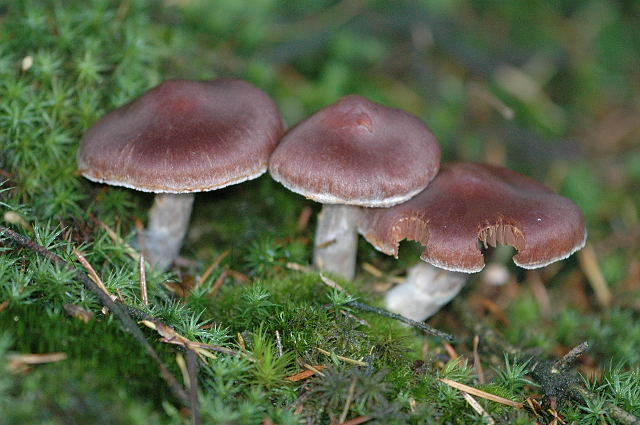
!Cortinarius evernius!
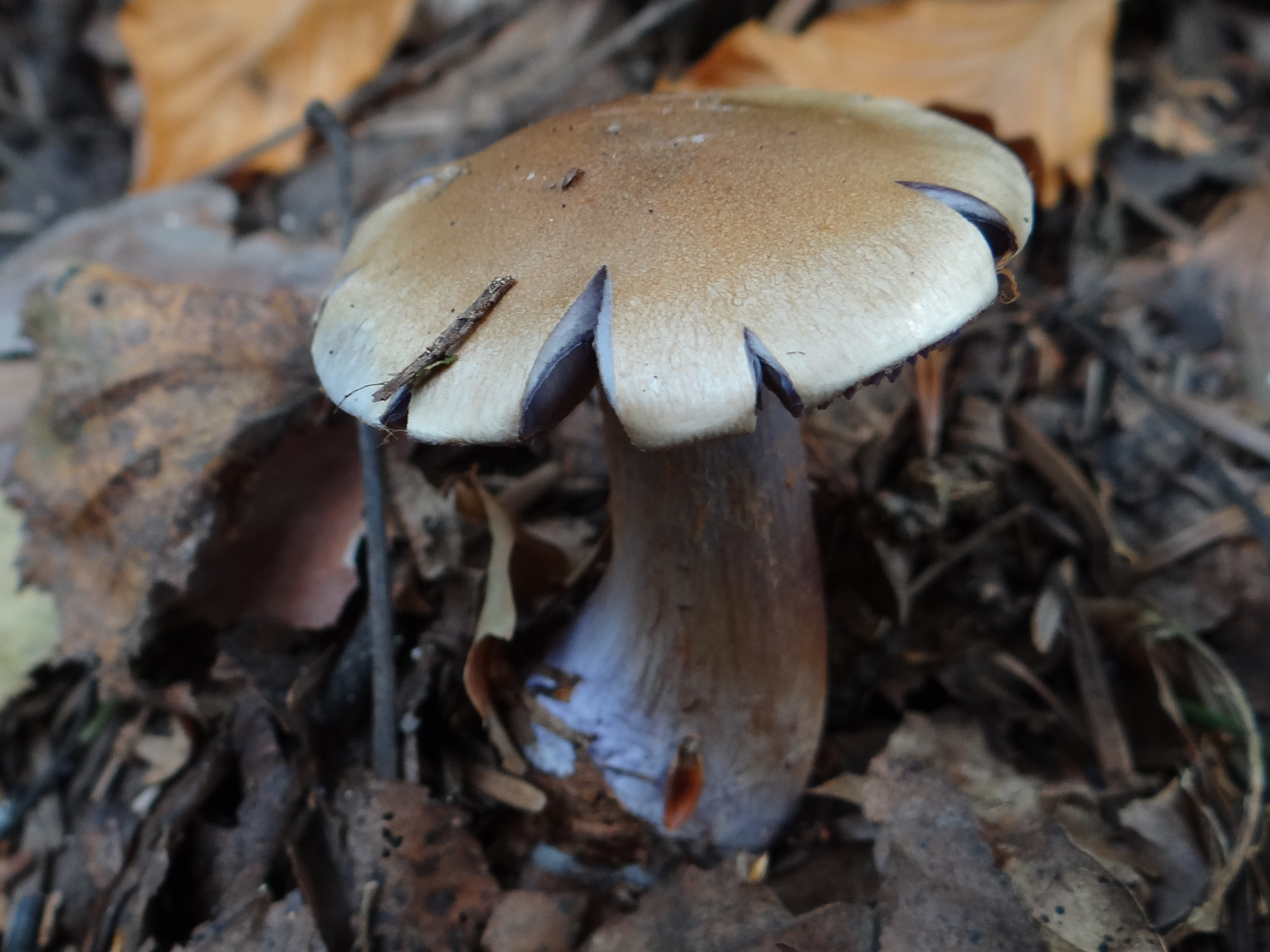
Cortinarius glaucopus

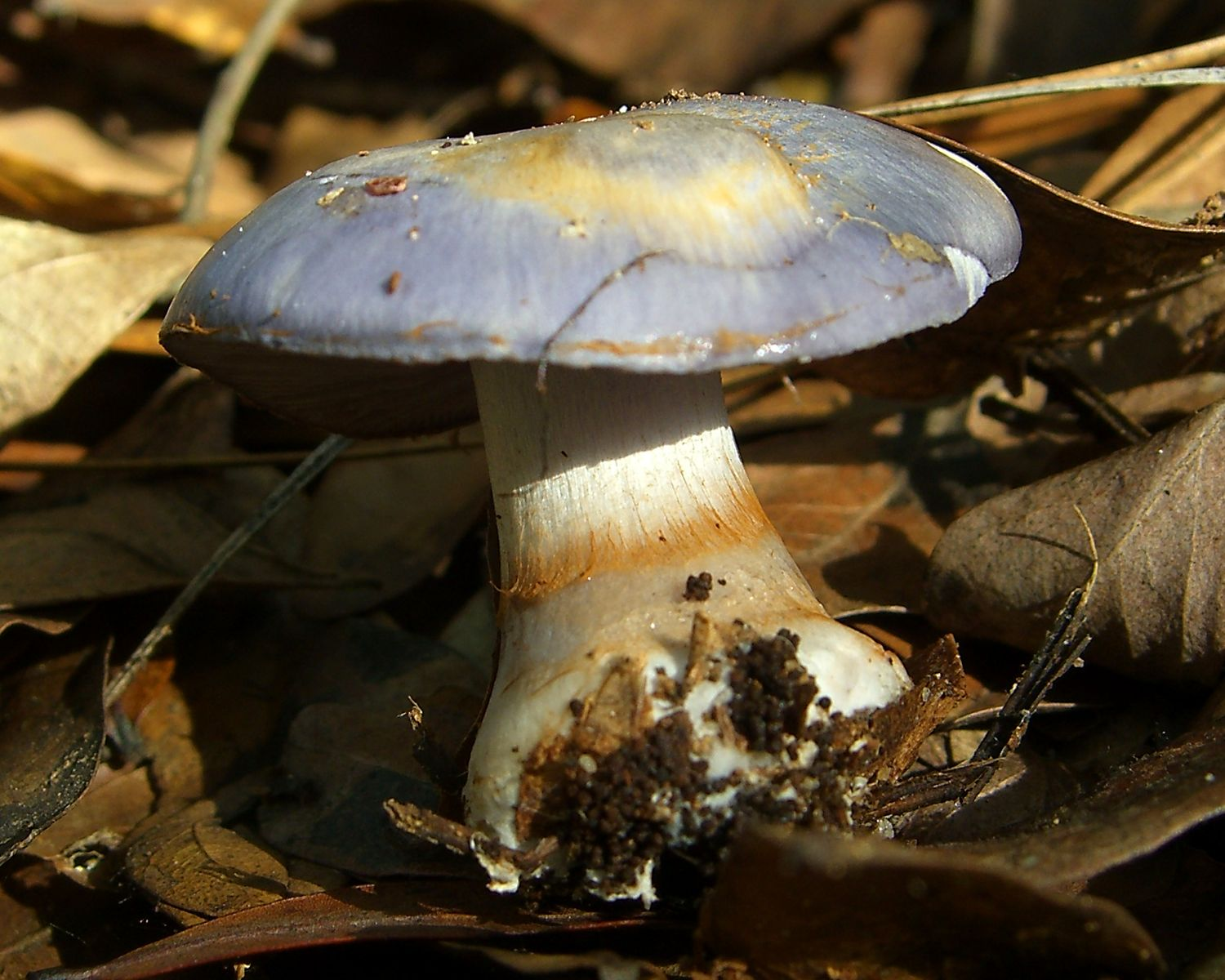
Cortinarius iodes
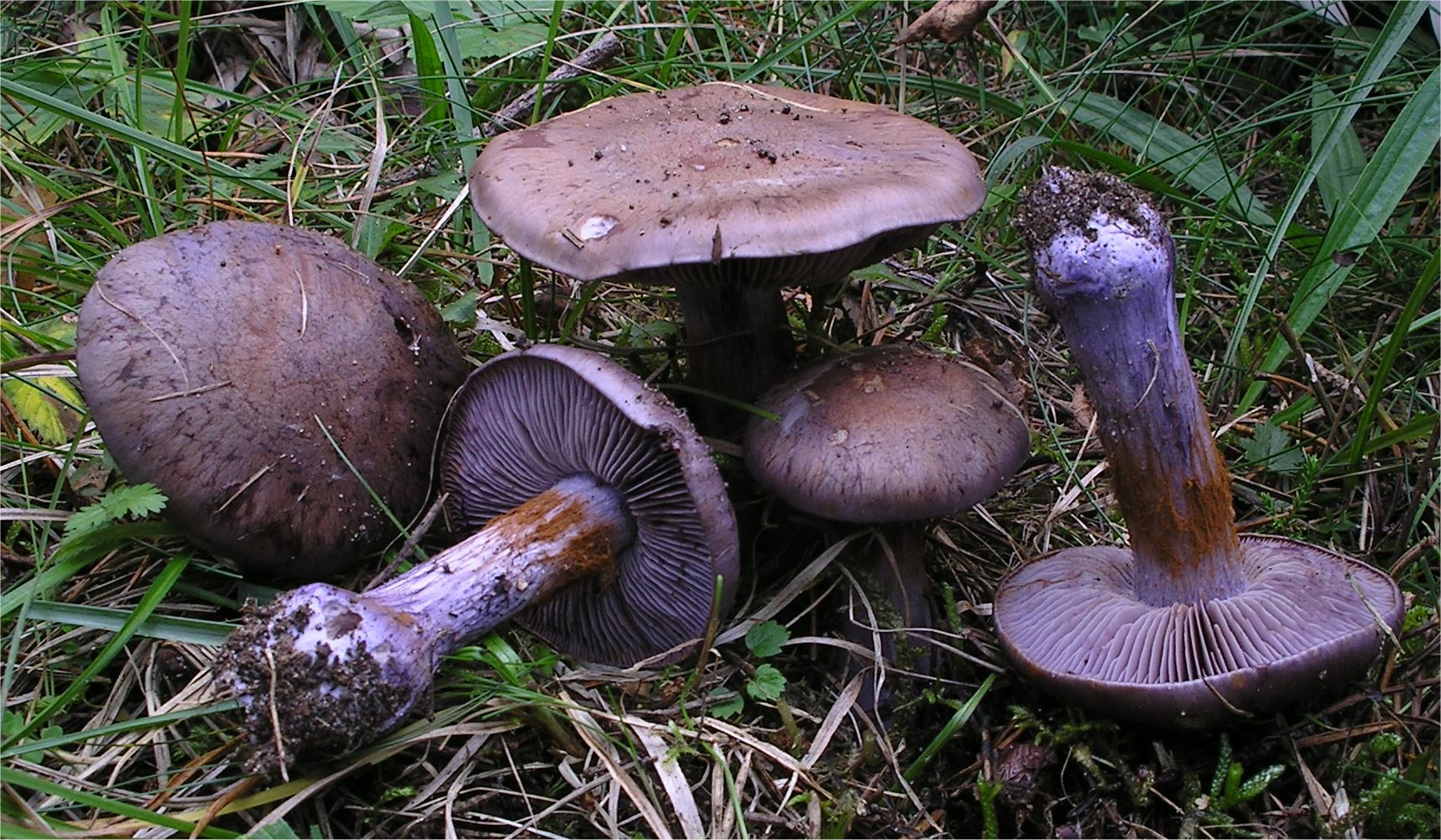
Cortinarius purpurascens
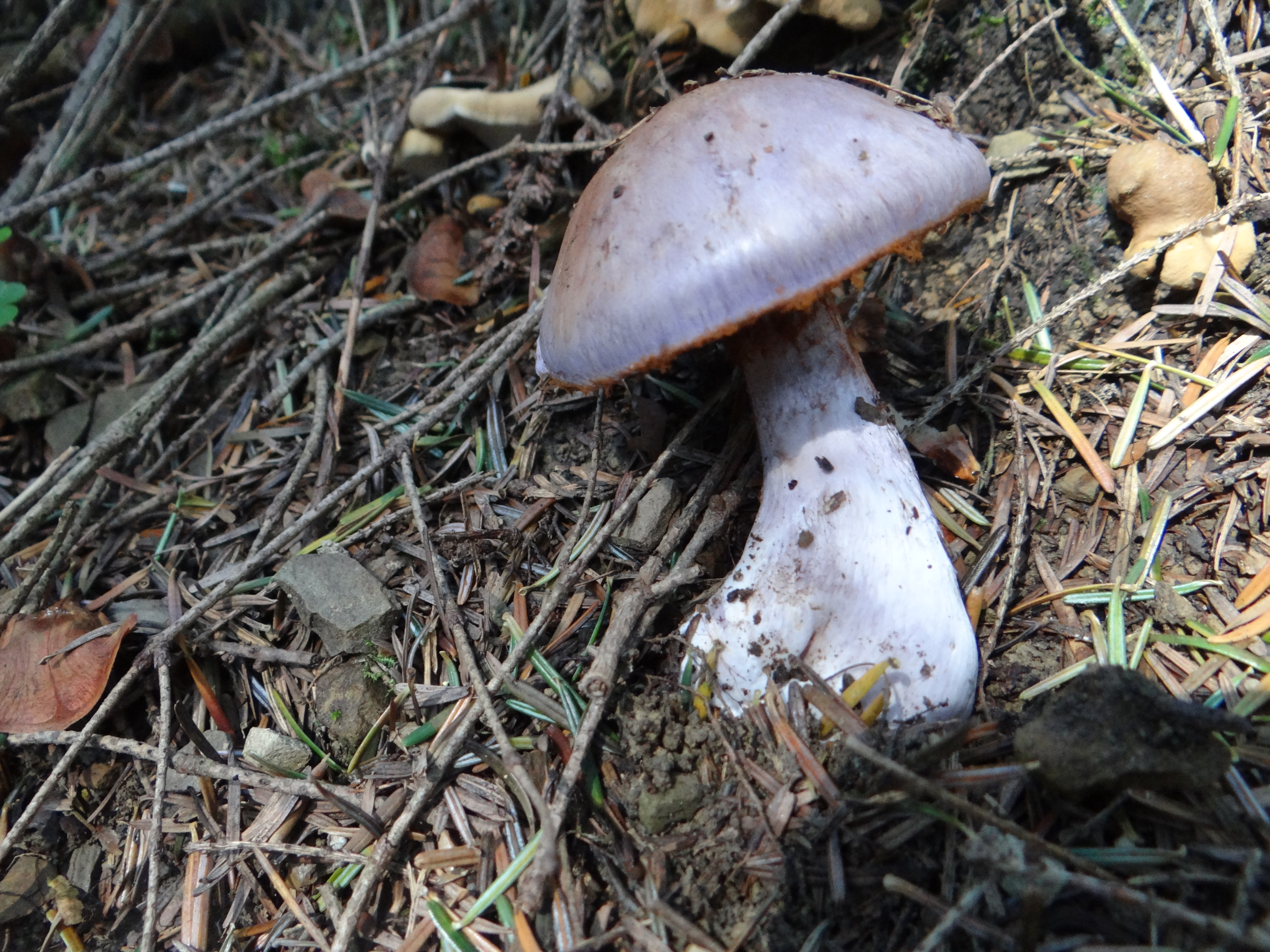
!!Cortinarius traganus!!
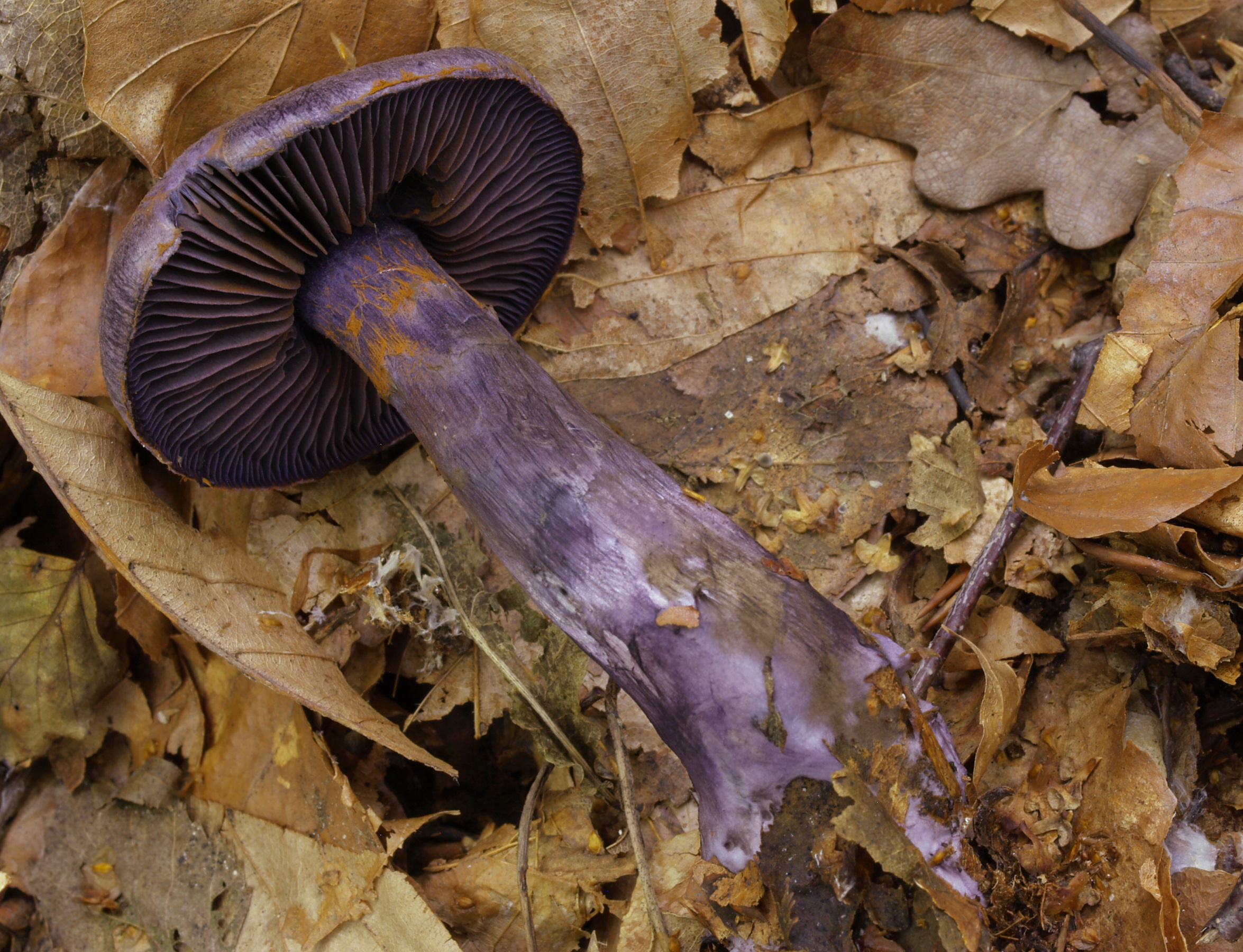
Cortinarius violaceus
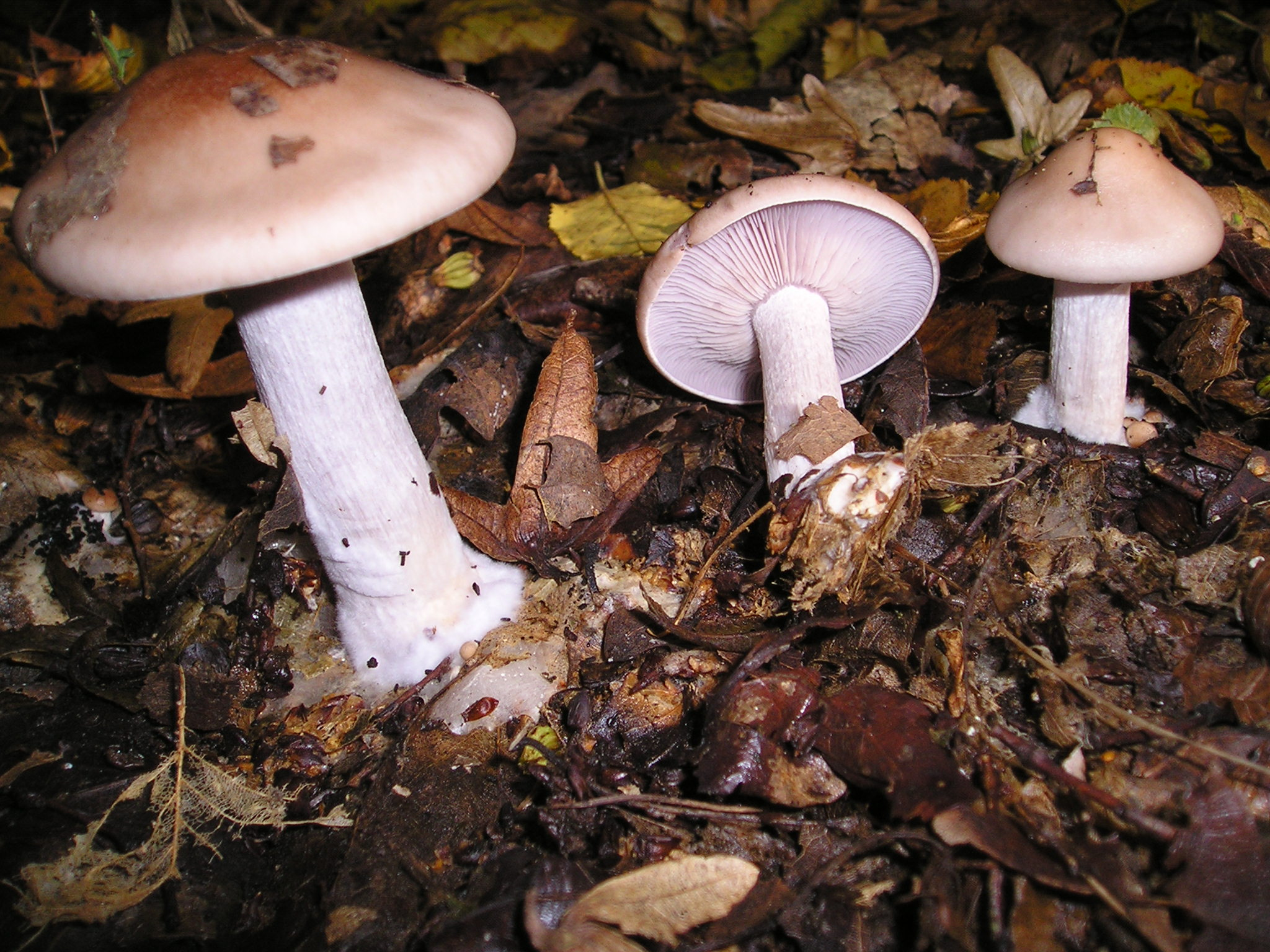
Lepista glaucocana
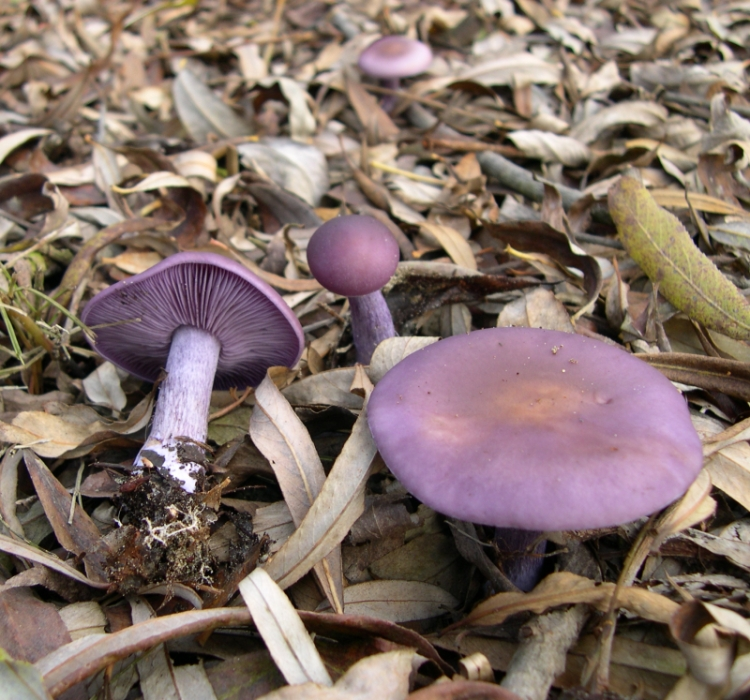
Lepista nuda
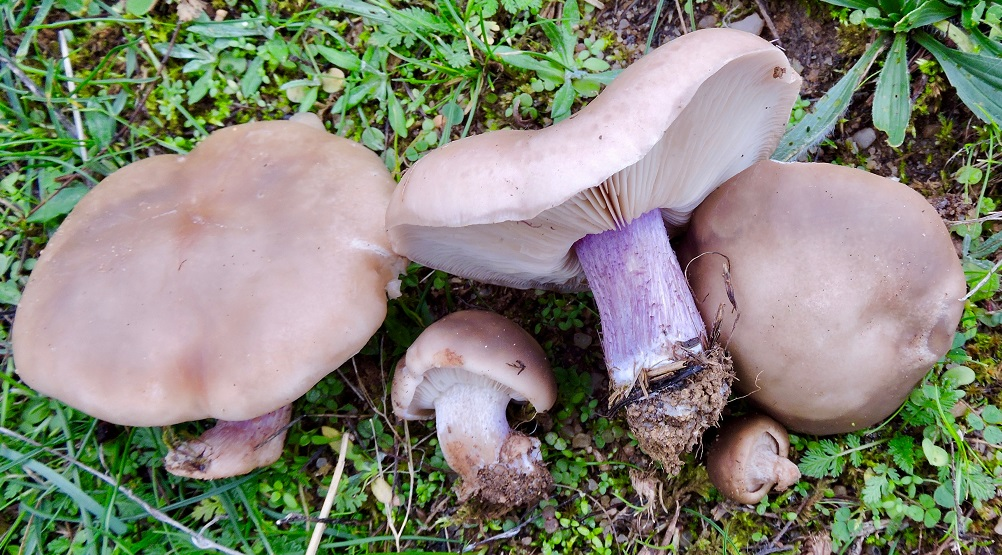
Lepista personata
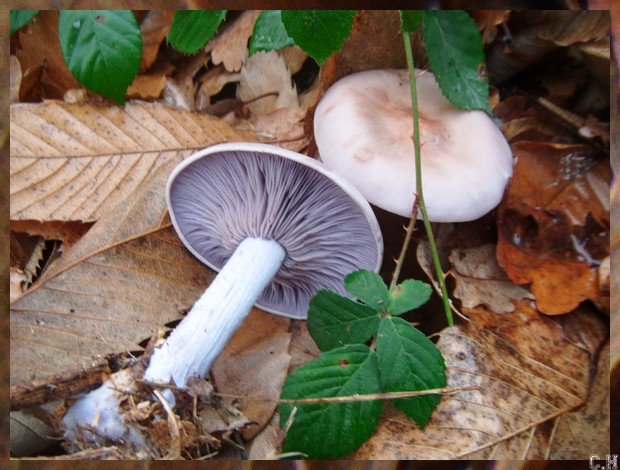
Lepista sordida

## Valorificare
Prin gustul precum mirosul său imperceptibil, bureții nu se potrivesc foarte bine pregătiți singur. Dar prin carnea lor ferma se oferă ca adăugare la mâncăruri cu alte ciuperci, în primul rând cu hribii. Pentru alți consumatori, buretele este predestinat pentru prepararea în legătură cu legume fine, asemănător hreanului pădurii sau adăugați la jumări de ou, omletă precum sufleu.